# Furðustrandir

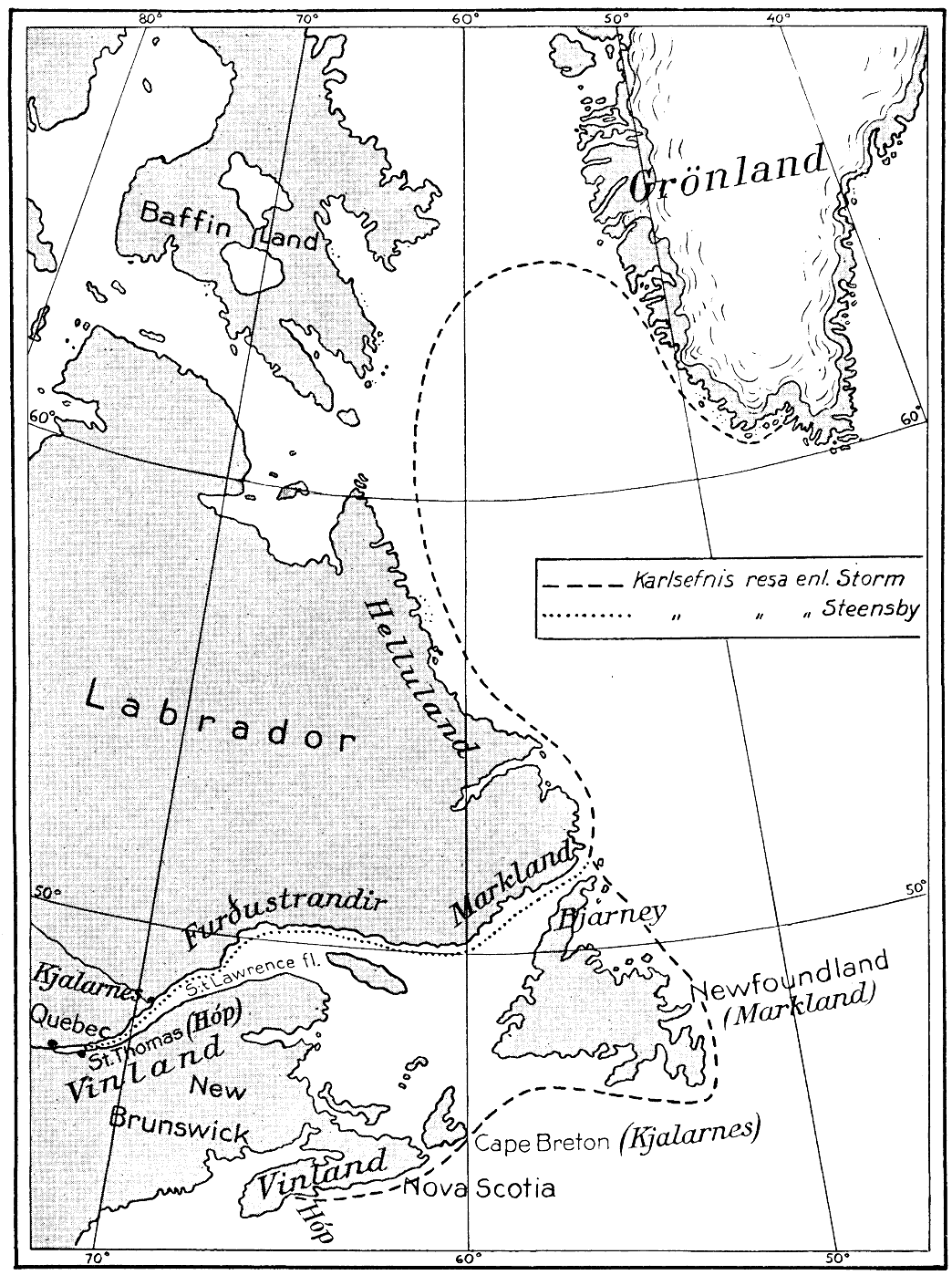
Ipotetica mappa di Vinland, Markland e Helluland (Nordisk familjebok. 1921). Si vede anche la costa di Furðustrandir

Furðustrandir è una striscia costiera citata nell'islandese Saga di Erik il Rosso.
Alcuni credono che col termine Furðustrandir si faccia riferimento alle grandi spiagge situate sulla costa del Labrador, nella provincia di Terranova e Labrador, in Canada.
Nell'opera "The Vinland Sagas and the Actual Characteristics of Eastern Canada" l'archeologo svedese Mats G. Larsson cita il filologo Jan Paul Strid ed afferma che una traduzione più moderna di Furðustrandir e lo studio delle saghe potrebbe far pensare ad un luogo tra Gabarus Bay e St. Peter's Bay, sull'isola del Capo Bretone in Nuova Scozia, Canada.